# Macaca ochreata ssp. brunnescens
Macaca ochreata ssp. brunnescens је подврста чизмастог макакија, врсте примата из породице мајмуна Старог света (Cercopithecidae). 

## Распрострањење
Индонежанска острвца Бутунг и Муна, која се налазе недалеко од Сулавесија, једино су познато природно станиште подврсте.

## Станиште
Подврста Macaca ochreata ssp. brunnescens има станиште на копну.

## Угроженост
Ова подврста се сматра рањивом у погледу угрожености од изумирања.

### Популациони тренд
Популација ове подврсте се смањује, судећи по расположивим подацима.